# El Conchal, Veracruz
El Conchal är en ort i Mexiko.   Den ligger i kommunen Alvarado och delstaten Veracruz, i den sydöstra delen av landet, 300 km öster om huvudstaden Mexico City. El Conchal ligger 17 meter över havet och antalet invånare är 481.
Terrängen runt El Conchal är mycket platt. Havet är nära El Conchal åt nordost. Runt El Conchal är det mycket tätbefolkat, med 2 614 invånare per kvadratkilometer. Närmaste större samhälle är Veracruz, 11,4 km norr om El Conchal. 